# Phaenoserphus gregori
Phaenoserphus gregori is een vliesvleugelig insect uit de familie van de Proctotrupidae. De wetenschappelijke naam van de soort is voor het eerst geldig gepubliceerd in 1942 door Tomsik.